# 青雲路 (上海)

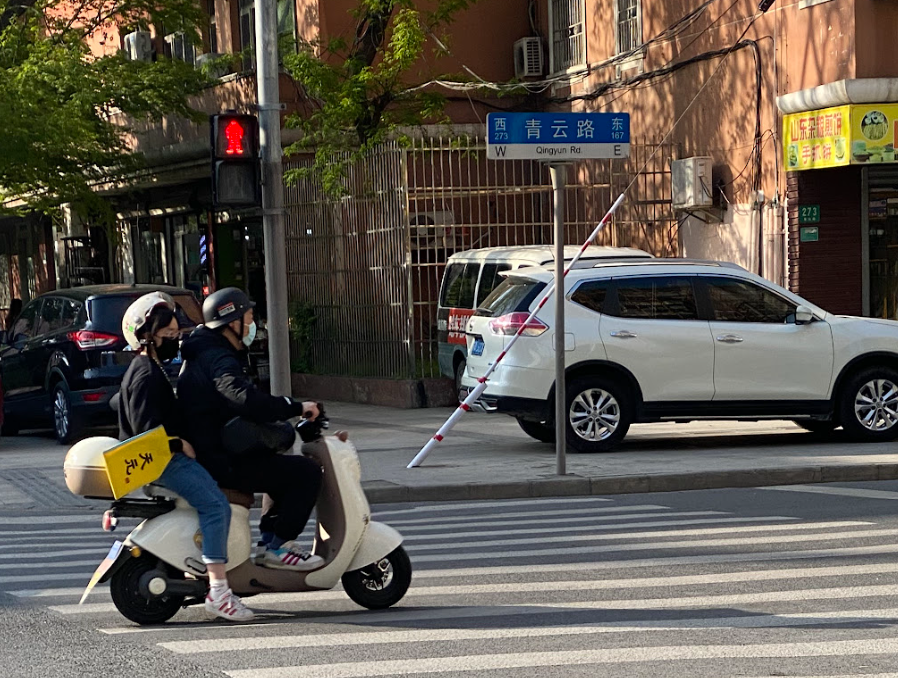
青雲路東寶興路路口

青雲路是中華人民共和國上海市虹口區和靜安區一條東西走向道路，西起中山北路，東至橫浜路，全长1146米，宽10至16米。道路最初建於中華民国12年（1923年），當時名為青岛路。中華民国16年（1927年）前更名為青雲路。中華民国35年至37年（1946年至1948年）道路向西延伸。